# کعیبه
کعیبه (به عربی: کعیبة) یک روستا در سوریه است که در ناحیه اخترین واقع شده‌است. کعیبه ۵۷۲ نفر جمعیت دارد.